# Federația Malgașă de Fotbal
Federația Malgașă de Fotbal (FMF) (franceză Fédération Malagasy de Football) este forul ce guvernează fotbalul în Madagascar. Se ocupă de organizarea echipei naționale și a campionatului.
Pe 19 martie 2008, FMF a fost suspendată de FIFA. Suspendarea a fost ridicată pe 19 mai 2008.